# Josef Václav Zimmermann
Josef Václav Zimmermann (v matrice zapsán jako Josef Cimermann; 5. února 1804, Tomice – 24. června 1877, Český Brod) byl český katolický kněz, autor původních náboženských spisů, překladů z němčiny a angličtiny a historické literatury pro mládež.

## Život
Byl synem mlynáře, jeho strýcem byl Jan Václav Zimmermann, kněz, knihovník a údajný nálezce rukopisu nazývaného Milostná píseň krále Václava.
Josef Zimmermann po absolvování gymnázia na Malé Straně v Praze studoval v letech 1826–1829 na pražské univerzitě teologii, na kněze byl vysvěcen v roce 1829 a potom působil několik let jako kaplan (nejprve v Ořechu u Prahy, potom v Chrášťanech a od roku 1832 v Praze v kostele svatého Havla). Od roku 1838 byly jeho působištěm pražské Stodůlky, kde byl lokalistou a později farářem. V roce 1860 se stal děkanem v Českém Brodě, kde také po delší nemoci v roce 1877 zemřel.

## Dílo
Josef Zimmermann je autorem několika desítek děl, překladů i původních náboženských či historických spisů. Ve čtyřicátých letech 19. století vydal několik překladů a adaptací z němčiny, od padesátých let psal především nepříliš umělecky náročné povídky, situované často do doby křižáckých výprav nebo třicetileté války a založené na schématu „ctnostný hrdina trpí a potom je odměněn“. Některá z jeho děl (v závorce rok prvního vydání):
- Marka Tullia Cicerona Knihy o přátelstwj nadepsané Lélius (1818)
- Jana Jowiána Pontána Knihy o statečnosti wálečné neb rekowské, též domácý neb křesťanské (1819)
- Pokračowánj kronyky Benesse z Hořowic, neb, Přjběhů země české od léta Páně 1393 až do 1470 zběhlých (1819)
- Příběhowé králowství českého zběhli za panování slawné paměti Ferdynanda I. (1820)
- Panna Orleánská (1836)
- Rannj kázanj na neděle celého roku (1839)
- Ztracený syn: powjdka z dob třidcetileté wálky: na wýstrahu dospělegssj mládeži a přátelům gegjm wyprawowána (1841)
- Česká postilla kniha k wyučowánj a k wzdeláj katolických křesťanů (1842; k překladu spisu Leonarda Goffina připojil Zimmermann životopisy českých světců)
- Swatj zwukowé: modlitebnj kniha pro katolické křesťanky (1843)
- Poklad dusse: modlitebnj kniha pro katolické křesťany (1844)
- Žiwotopis swatého Prokopa, dědice Českého (1845)
- Miloslaw Wlnowský, bremský kormidelník: nowý Robinson podle kapitána Marryata (1846; román Fredericka Marryata byl jednou z prvních knížek dobrodružného žánru v české literatuře a Zimmermannův překlad jeho německé adaptace byl vydán ještě v roce 1943)
- Mořsstj laupeznjci od wýchodu, anebo, hwězda Tuniská: powjdka z dob poslednjch křižáckých wálek (1846)
- Paustewnjk: powjdka z dob křižáckých wálek (1847)
- Genowefa: Gedna z neykrásněgssjch a neyzagjmawěgssjch událostj starobylosti, zcela nowým způsobem wyprawowaná a wssem dobrým lidem, zwlássť matkám a djtkám obětowaná (1849)
- Brána angelská, anebo nowý Zlatý nebe Klíč: Kniha w kteréžto ponaučenj a rozgjmánj pro katolické křesťany ... a písně obsaženy gsou (1851)
- Panoš, anebo, Mstitel, otcůw ochránce a smjrce: vlastenská powjdka z dob třidcetileté wálky (1852)
- Vlastimila, anebo, Šwédowé v Čechách: powjdka pro dospělegssj mládež (1852)
- Poslednj Johanita na Rodyzu, anebo, Dobytj Rodyzu Solimanem II. (1854)
- Hulán, anebo, Podiwné shledánj w sewernjch pralesjch ruských: powjdka pro dospělegssj mládež (1855)
- Proletář, (chudinec), anebo, Obraz u starého kostela: powjdka pro dospělegssj mládež (1856; tato povídka je pokládána za jeden z prvních realistických obrazů sociální bídy v české literatuře)
- Soukromý žalář, anebo, Naprawený káranec: nábožensko-poučná powjdka pro dospělegssj mládež (1857)
- Wystěhowalci, anebo, Nechoďte do Ameriky, ale zůstaňte doma a poctiwě se žiwte: powjdka pro dospělegssj mládež (1859)
- Otrok, anebo, Wyzrazený u hrobu hřjssnjk: powjdka pro dospělegssj mládež (1862)
- Mnich, anebo, Umrlčí město: povídka pro dospělou mládež (1866)